# الطائر بن لا أحد
الطائر بن عمر بن لا أحد هو شخصية خيالية وأحد الشخصيات الرئيسية في سلسلة أساسنز كريد، كان بطل القصة في اللعبة الأولى أساسنز كريد ولعبة أساسنز كريد: التايرز كرونيكلز وكذلك أساسنز كريد: بلودلاينز. يتشارك الطائر أيضًا بطولة لعبة أساسنز كريد: ريفليشنز مع إتسيو أوديتوري وظهر في لعبة أساسنز كريد 2. ترك الطائر انطباعًا جيدًا عند النقاد واللاعبين، ولكنهم سخروا من الأداء الصوتي المبالغ لفيليب شاهباز. سُمي الطائر على نجم النسر الطائر في كوكبة العقاب.
الطائر هو سلف ديزموند مايلز من ناحية أمه. عاش في فترة الحملة الصليبية الثالثة. تمركزت اغتيالاته في 3 مدن ألا وهي القدس وعكا ودمشق. قتل الطائر معلمه - كان يعده أباه الثاني - في سبتمبر 1191 في قلعة مصياف بعد أن اكتشف خيانته. كان صديقًا مقربًا لنيكولو بولو والد ماركو بولو. بعد استخدام تفاحة عدن، تمكن من معرفة المستقبل وصنع مسدسًا صغيره في ذراعه ليستخدمه لقتل عباس سفيان في 1247 قبل اختراع المسدسات بزمن طويل. عاش من 1165 حتى 1257، ووُجدت رفاته في مكتبة قلعة مصياف على المغتال الفلورنسي إتسيو أوديتوري دا فرينزي في 1512. برغم أن وجهه ليس واضحًا في لعبة أساسنز كريد إلا إنه ظهر بشكل كامل أثناء شيخوخته في أساسنز كريد: ريفليشنز.

## خلفية تاريخية
وُلد الطائر عام 1165 لأب شامي مسلم يدعي عمر بن لا أحد وأم تدعى مود، والتي توفيت أثناء ولادته. أُعدم عمر لاحقًا بسبب اشتراكه في مهمة لاغتيال صلاح الدين الأيوبي.

### أساسنز كريد
كُلف الطائر بمهمة استعادة تفاحة عدن (بالإنجليزية: Apple of Eden)‏ من هيكل سليمان التي امتلكها فرسان الهيكل (بالإنجليزية: Templars)‏ لكنه في المهمة تجاهل الثلاث قواعد لعقيدة القتلة المؤجورين وهم اتقاء دم الأبرياء، والتخفي أثناء المهام، وعدم كشف الجماعة. بسبب هذا التجاهل، أُصيب زميله مالك السيف مما تسبب في بتر ذراعه وقُتل قدير أخو مالك بيد الفرسان. بعدئذٍ عاقب المعلم الطائر بأن جرده من أسلحته وكل رتبه وأخبره أن التنظيم سيرقيه مرةً أخرى إذا قام مهمات اغتيال لتسع شخصيات. يكشف المعلم بعدئذٍ أن تلك الشخصيات هم أعضاء في منظمة فرسان الهيكل. بعد الاغتيالات يكتشف أن المعلم قد خان تنظيم الأساسنز واستخدم تفاحة عدن في السيطرة على الناس في قلعة مصياف. يساعده مالك وبعض الجنود للانتصار على المعلم وتتفعل التفاحة لتظهر أماكن قطع عدن كلها.

#### قائمة الاغتيالات
1. تمير (بالإنجليزية: Tamir)‏ وهو تاجر سلاح وكان يمون فرسان الهيكل بالسلاح.
2. غارنييه دي نابلس (بالفرنسية: Garnier de Naplouse)‏ وهو طبيب كان يجري عمليات على مرضاه ليسلبهم الإرادة. وكان قائد فرسان الإسبتارية.
3. طلال كان نخاسًا وكان يستعبد الناس في القدس.
4. أبو النقود وهو ملك التجار في دمشق حيث كان يستولي على أموال الناس.
5. ويليام دي مونفرات (بالإيطالية: William di Montferrat)‏ وهو حاكم عكا وقائد في جيش ريتشارد وقد قام باستعباد الناس وسرقة طعامهم.
6. مجد الدين[معلومة 2] وهو قاضي القضاة في القدس وقد نصب نفسه واليًا على القدس بعد مغادرة صلاح الدين لها وقد قام بقتل الناس بسبب كبريائه.
7. جبير الحكيم[معلومة 3] وهو رئيس علماء دمشق وقد قام بحرق الكتب ليخفي الحقائق.
8. سيبراند (بالإيطالية: Sibrand)‏ وكان قائد فرسان تيوتون.
9. روبرت دي سابل (بالفرنسية: Robert de Sable)‏ وهو قائد في جيش ريتشارد وقائد فرسان الهيكل وقد قال للطائر أنه المعلم هو العضو العاشر في المنظمة.
10. المعلم أو رشيد الدين سنان وهو معلم الأساسنز وقد قام بخيانتهم والسيطرة ولذلك قام الطائر بقتله وساعده مالك وبعض الجنود.

### أساسنز كريد 2
ظهر الطائر في أساسنز كريد II في ذكريات ديزموند المتأثر «بتأثير النزيف» (بالإنجليزية: Bleed Effect)‏. حيث وجده في عكا يتتبع ماريا (التي تنكرت بشكل روبرت الهدف التاسع) ويحبها وكان ينويان التزوج.

### أساسنز كريد: ريفيليشنز
اكتشف إيزيو أوديتوري أن الطائر قام بإخفاء قطع أثرية قديمة داخل قلعة مصياف قيل أنها سلاح قوي وقادر على إنهاء الحرب بين الأساسنز والتمبلرز تسمى «تفاحة عدن»، وأنه قام بإخفاء المفاتيح في القسطنطينية. يستخدم إيزيو آثار «الحضارة الأولى» (و التي تحدثت معه امرأة منهم في نهاية الجزء الثاني اسمها «جونو») لاسترجاع ذكريات الطائر ومعرفة ماذا حصل معه.

## المعلومات
1. ↑  كان يُدعى في الجزء الأول بهذا الاسم. اسمه الحقيقي رشيد الدين سنان.
2. ↑  مجد الدين، وهو شخصية مستوحاة من بهاء الدين بن شداد.
3. ↑  جبير الحكيم، وهو شخصية مستوحاة من ابن جبير.

## وصلات خارجية
- موسوعة أساسنز كريد (بالإنجليزية).
- موسوعة أساسنز كريد.